# Narrador

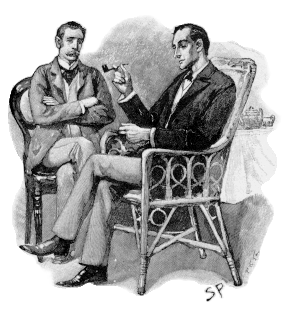
Ilustración de Sidney Paget para el relato corto de Arthur Conan Doyle titulado El intérprete griego. En la imagen, Sherlock Holmes (a derecha) y el Doctor Watson (a izquierda). El Doctor Watson es un personaje de la historia, y también quien allí cumple la función principal de narrador.

El narrador es la voz que cuenta y relata sucesos, historias o anécdotas.

## Funciones del discurso del narrador
- Narrativa: La principal, ya que el narrador define por su actividad de contar una historia, dice cómo suceden los hechos en la narración.
- De Control: Señala la capacidad del narrador para incidir en su propio discurso desde un plano metanarrativo.
- Comunicativa: Incluye las funciones que se refieren directamente al destinatario (el lector), apelativa y fática, e implica que el narrador se comporta como un hablante que se dirige a un interlocutor tratando de influir en él.
- Testimonial: A través de ella el narrador se refiere a sus fuentes de información, la mayor o menor nitidez de los recuerdos, etc.
- Emotiva (englobable en la anterior).
- Ideológica (aunque no es exclusiva del narrador la expresión o valoración ideológica).

## Tipos de narrador por persona narrativa

### Primera persona o  intradiegético
En el caso del narrador en primera persona (narrador interno o protagonista), el narrador es un personaje dentro de la historia (intradiegético): actúa, juzga y tiene opiniones sobre los hechos y los personajes que aparecen. En este caso, el narrador sólo tiene y aporta información basada en su propia visión de los eventos. Un ejemplo de narración intradiegético:

«Yo por bien tengo que cosas tan señaladas, y por ventura nunca oídas ni vistas, vengan a noticia de muchos y no se entierren en la sepultura del olvido, pues podría ser que alguno que las lea halle algo que le agrade (...)».
Lázaro de Tormes. Prólogo del Lazarillo de Tormes.

Este narrador es el que más se diferencia del propio autor: es un personaje en la obra, que tiene necesariamente que cumplir con todas las normas de ser un personaje, incluso cuando esté cumpliendo tareas de narrador. Para que tenga conocimiento de algo, por lo tanto, es necesario que lo experimente con sus propios sentidos, o que algún otro personaje se lo cuente. Puede contar sus propios pensamientos y opiniones, pero no los de los demás personajes, a no ser que los conozca por cualquier motivo.
El narrador en primera persona puede ser el propio protagonista de la historia (como Gulliver en Los Viajes de Gulliver), alguien muy cercano a él y que conoce sus pensamientos y acciones (como el Dr. Watson en los cuentos de Sherlock Holmes), o algún personaje marginal que tenga poco que ver con los hechos que se narran.
- Narrador-protagonista. El narrador-protagonista cuenta su propia historia. Es el personaje principal y todo lo que sucede lo sabemos a través de él. El narrador en primera persona (yo) adopta un punto de vista subjetivo que le hace identificarse con el protagonista y le impide interpretar de forma absoluta e imparcial los pensamientos y acciones de los restantes personajes de la narración. Es el tipo de narrador que se utiliza en géneros como el diario o la autobiografía.
- Narrador testigo. El narrador testigo es un espectador del acontecer, un personaje que asume la función de narrar. Pero no es el protagonista de la historia, sino un personaje secundario. Cuenta la historia en la que participa o interviene desde su punto de vista, como alguien que la ha vivido desde fuera, pero que es parte del mundo del relato. Ejemplo de este narrador son los cuentos de Sherlock Holmes.
- Monólogo interior. El monólogo interior introduce una reflexión que raya en la disertación sobre un tema (no se debe confundir con el stream of consciousness o como flujo de conciencia) es la técnica literaria que trata de reproducir los mecanismos del pensamiento en el texto, tales como la asociación de ideas. Ejemplos notorios aparecen en la obra de Marcel Proust en el monólogo de la magdalena; el flujo de consciencia es propio de las obras de Virginia Woolf y James Joyce.

### Segunda persona
Es el tipo de narrador menos utilizado. Tiene las características del narrador intradiegético porque suele contar su propia historia.
Es un tipo de narrador que busca la complicidad del lector. Por eso se dirige constantemente a él. Aunque utiliza los paradigmas de segunda persona, es decir, “tú”, “te”, “a ti”, "ustedes", etc. El personaje desdobla su personalidad y habla consigo mismo como si lo hiciera con otro.
Es también el narrador que suele contar los acontecimientos de su vida. 
“Usted ha de amar el bello armario de su dormitorio, con la gran puerta que se abre generosa, las tablas vacías a la espera de mi ropa. Ahora los tengo ahí. Ahí dentro. Verdad que parece imposible; ni Sara lo creería.” (Carta a una señorita en París, Julio Cortázar). 

### Tercera persona o extradiegético
El narrador en tercera persona o narrador externo se encuentra (en la mayoría de los casos) fuera de la historia, por lo que también se conoce como narrador extradiegético. Aquí la voz narrativa se dirige a uno o a varios personajes de forma directa.
Sin embargo, pueden distinguirse tres tipos de narrador en tercera persona, según el conocimiento que tienen del mundo creado por el autor.

## Tipos de narrador por la historia

### Narrador omnisciente
El narrador omnisciente o directivo es quien conoce a detalle la historia.
Conoce todo respecto de la narración. Puede influir en el lector, pero no siempre. Trata de ser objetivo en lo que dice o piensa.
Las características principales del narrador omnisciente son que: expone y comenta las actuaciones de los personajes y los acontecimientos que se van desarrollando en la narración; se interna en los personajes y les cuenta a los lectores los pensamientos más íntimos que cruzan por sus mentes, sus estados de ánimo y sentimientos; posee el don de la ubicuidad, dominando la totalidad de la narración y parece saber lo que va a ocurrir en el futuro y lo que ocurrió en el pasado; utiliza la tercera persona del singular o plural.

### Narrador testigo
El narrador testigo está incluido en la narración, pero en este caso no es parte de ella, sólo cuenta lo que ve, en calidad de testigo, sin participar directamente en los acontecimientos. Narra en primera persona y en tercera las acciones de otros personajes, además siempre se incluye dentro de la narración, pero sólo como un observador.
Este personaje sólo narra lo que presencia y ve. Se trata pues de un narrador testigo, que nos cuenta la historia en tercera persona (él no es el protagonista), pero desde un punto de vista concreto, ya que la ha presenciado de primera mano. Pero el narrador testigo no siempre es como el que nos encontramos en esta obra de Eco, sino que puede estar más o menos cerca de la acción, divisarla a lo lejos, presenciarla desde dentro, espiarla, etcétera. [Eso sí, siempre se trata de un personaje que observa la escena y nos la cuenta haciendo pocas alusiones a sí mismo.
Existen muchos tipos distintos de narradores testigos, cada uno con sus particularidades. Algunos de los más usados son los siguientes:
- Testigo impersonal: Está determinado por la fotografía y el cine, ya que nos da la mirada de una cámara. Casi siempre en tiempo presente, se limita a contar lo que se ve. Como ejemplo de este tipo de narrador, tenemos La Colmena de Camilo José Cela.
- Testigo presencial: Narra los hechos ocurridos tiempo atrás que él (o ella) presenció en persona. Como ejemplos de este tipo de narrador tenemos al conocido Doctor Watson, ayudante del detective Sherlock Holmes, o a Íñigo Balboa de Las aventuras del capitán Alatriste por Arturo Pérez-Reverte, quien recuerda las aventuras que vivió cuando era un muchacho junto al Capitán Alatriste.
- El informante: Cuenta la historia transcribiendo los hechos como si se tratase de un documento oficial o una crónica, presentándolos como auténticos. El informe de Brodie de Jorge Luis Borges

### Narrador protagonista
El narrador protagonista cuenta su historia en primera persona con sus palabras, centrándose siempre en él mismo.
Es el poseedor de la  situación, organiza hechos y expresa criterios como le conviene. También puede ser una autobiografía hecha por este.
Un narrador protagonista es un tipo de narrador que asume un papel primario a la hora de contar una historia. Dentro de la narración, el papel del narrador es muy relevante, ya que es la voz encargada de transmitirnos la historia en cuestión.

### Narrador equisciente
Este narrador se identifica con un personaje determinado y conoce sólo aquello que conoce el personaje o aquello que a éste le han contado. El autor es una persona real, que vive o vivió en determinada época y no puede relatar lo que sucedió antes o después de que él estuviera vivo, y aun así, sólo podría relatar lo que él personalmente haya vivido o entendido sobre determinado asunto, ni más ni menos. Usa la tercera persona, voz narrativa que favorece siempre el objetivismo. Un ejemplo actual y bastante extremo de esta modalidad es la novela El Infierno y los celacantos, de César Fuentes Rodríguez.
Relata sus experiencias como personaje central de la historia. Para que tenga conocimiento de algo, por lo tanto, es necesario que lo experimente con sus propios sentidos, o que algún otro personaje se lo cuente. Puede contar sus propios pensamientos y opiniones, pero no los de los demás personajes, a no ser que estos se lo cuenten. Este narrador es el que más se diferencia del propio autor: Es un personaje en la obra, que tiene necesariamente que cumplir con todas las normas de ser un personaje, incluso cuando esté cumpliendo tareas de narrador.

### Narrador deficiente
El narrador deficiente conoce "menos que el protagonista" acerca de la historia. Registra únicamente lo que puede ser visto y oído, sin penetrar en la mente de ninguno de los personajes. Por esta razón, este tipo de narrador puede recibir también el nombre de narrador objetivo, porque no incluye ninguna subjetividad en su narración (ni suya ni de ningún personaje).
Este narrador, por lo tanto, es un mero testigo de los hechos que acontecen en la narración, y es el más utilizado en la narración periodística.

### Enfoque narrativo múltiple
El enfoque narrativo múltiple o la perspectiva múltiple se da cuando dos o más personajes se refieren a los mismos hechos, pero desde distintos puntos de vista, interpretándolos de distinta manera, combinando varios de los tipos de relación que tiene el narrador directamente con el relato y el recurso literario y expresivo utilizado para contar la historia. Un buen ejemplo es la novela Rosaura a las diez de Marco Denevi.
El narrador heterodiegético o extradiegético cuenta la historia externamente, sin tener nada que ver con los hechos relatados. El narrador intradiegético, que cumple únicamente con la función de narrar, lo podemos identificar a través de marcas dentro de la historia. Encontramos también al narrador homodiegético, cuentan la historia desde su participación en ella, dentro de este tipo de narrador podemos encontrar una subclasificación como narrador protagonista (autodiegético), quien es el que cuenta su experiencia directamente; y el narrador testigo (metadiegético) que pertenece al mundo del relato, pero cuenta la historia como alguien que la ha vivido desde fuera.

### Narrador enciclopédico
Este enfoque es el que corresponde a un narrador particularmente imparcial, objetivo, ecuánime, que en estilo enciclopédico describe un concepto, un hecho, un personaje, una biografía, o una obra.